# Dolores Hope

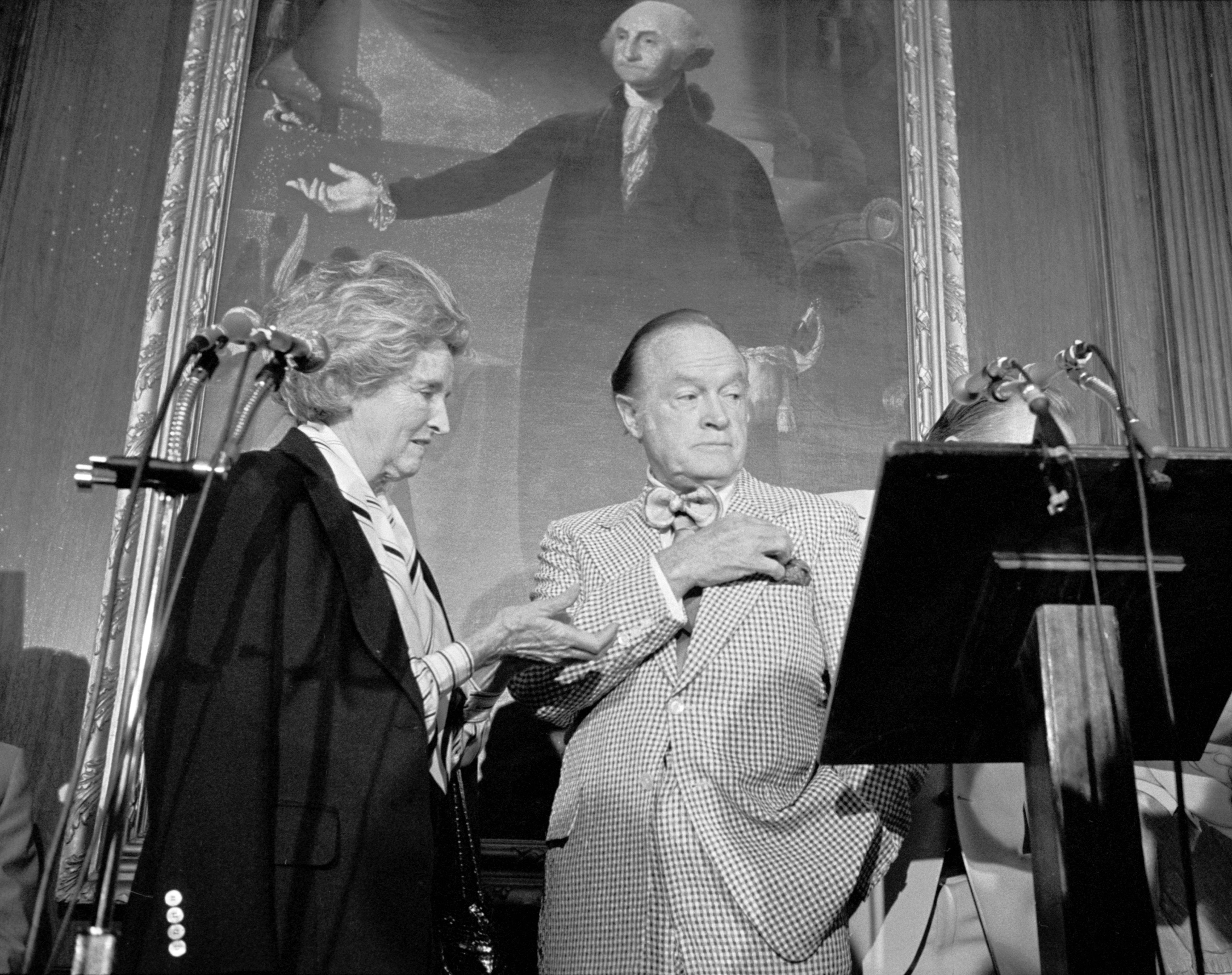
Dolores und Bob Hope (1978)

Dolores Hope, geborene Dolores DeFina (* 27. Mai 1909 in New York City; † 19. September 2011 in Toluca Lake, Kalifornien), war eine US-amerikanische Sängerin und die Ehefrau des Schauspielers Bob Hope.

## Leben
Dolores DeFina, geboren 1909 in New York City, begann in den 1930er Jahren ihre berufliche Karriere und sang unter dem Namen Dolores Reade. Im Jahr 1933 traf sie Bob Hope (1903–2003). Das Paar heiratete am 19. Februar 1934 in Pennsylvania, und sie hatten 4 gemeinsame Kinder (2 Söhne und 2 Töchter). Mit ihm, der ebenfalls ein Alter von 100 Jahren erreichte, war sie, bis zu dessen Tod, 69 Jahre verheiratet.
Mit 83 Jahren brachte Dolores Hope ihre erste CD heraus, Dolores Hope: Now and then.

## Auszeichnungen

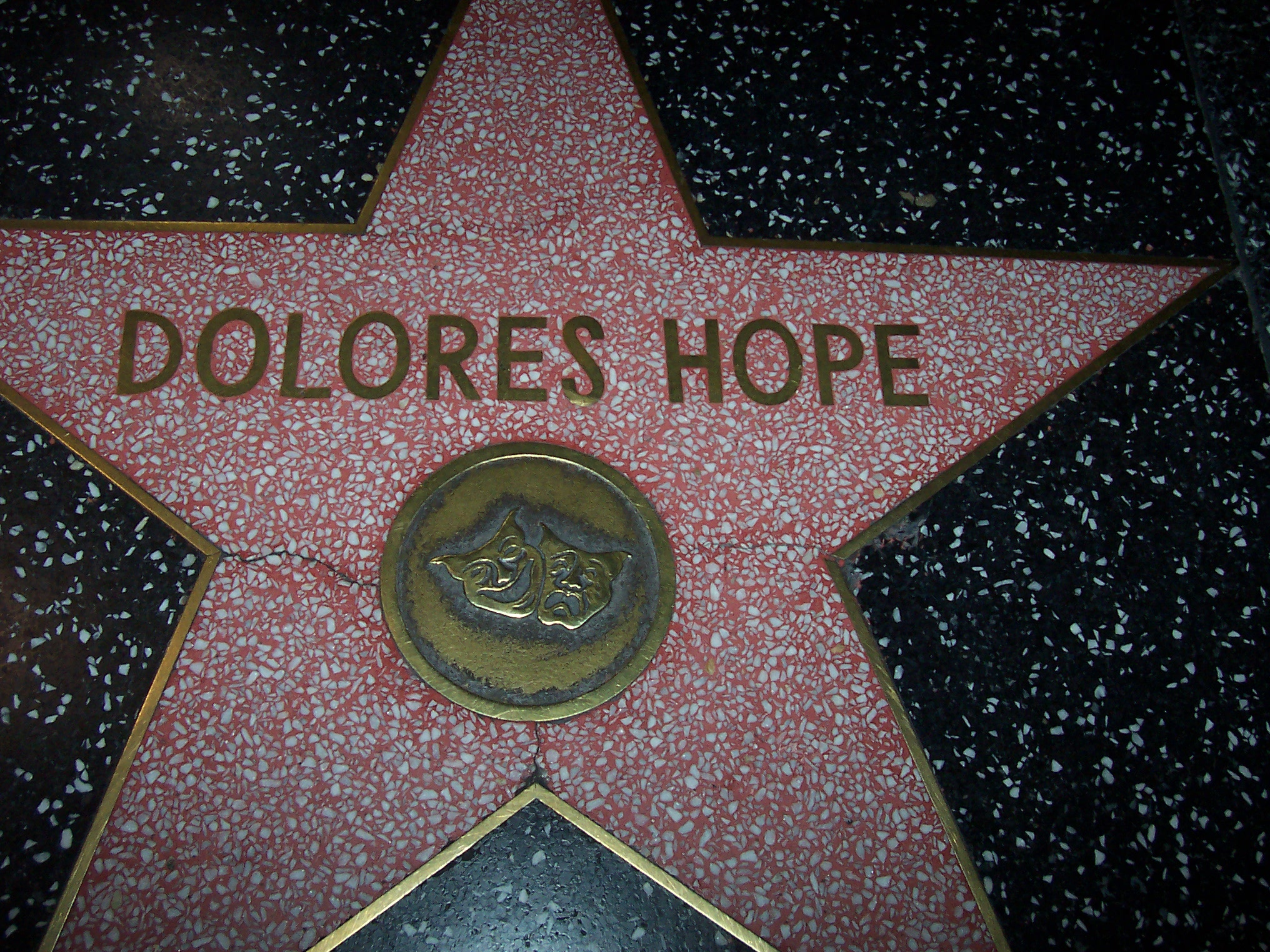
Stern für Dolores Hope auf dem Walk of Fame

Dolores Hope erhielt mehrere bedeutende Auszeichnungen in ihrem Leben, darunter:
- Einen Stern auf dem Walk of Fame für ihre Theaterbeiträge
- Sieben Ehrendoktorwürden
- Eine Straße in der Bronx wurde nach ihr benannt.
- Auszeichnung mit dem Patty Berg Award (2008)